# Actinocyathus
Actinocyathus is een geslacht van uitgestorven hoornkoralen, dat leefde tijdens het Vroeg-Carboon.

## Beschrijving
Dit koraal was een kolonievormend organisme. De afgeplatte tot afgeronde kolonies waren samengesteld uit een dichte massa veelhoekige individuen van verschillende afmetingen in een grove honingraatstructuur. De opvallend grote en onregelmatig gevormde, in rijen staande dissepimenten (steunplaatjes ter versteviging van de skeletbouw) vormden een vrij brede randzone. De lange en korte septa (dunne scheidingswanden in het kalkskelet of -schaal) wisselden elkaar dikwijls af. Op een dwarsdoorsnede leken de septa in deze randzone vrijwel te ontbreken, maar in feite vormden ze dunne ribben aan het oppervlak van de dissepimenten. De komvormige calices hadden een knobbel in het midden, de columella, die qua bouw vrij gecompliceerd was en samengesteld was uit een reeks steil oplopende flinterdunne plaatjes, die in een soort kegel gerangschikt waren rond een klein plateau en ook nog eens doorsneden werden door septa. De tabulae (horizontale platen) waren vlak of hol gewelfd. De thecae (enkelvoud theca: het buisachtige kalkskelet van een individu) bezaten een dunne buitenwand met fijne groeiribbels, maar deze zijn alleen zichtbaar als een goed bewaard gebleven kolonie overlangs wordt doorgebroken. Het geslacht bewoonde ondiepe wateren op kalk- en slibafzettingen. De normale calyxdiameter bedroeg ongeveer zes millimeter.